# Suzuki GSR 600
La Suzuki GSR 600 è una motocicletta appartenente alla categorie delle naked, presentata a Parigi nel 2005 e prodotta dall'azienda giapponese Suzuki dal 2006.
Utilizza il motore a quattro tempi e quattro cilindri in linea del Suzuki GSX-R 600 opportunamente rivisto per una maggiore erogazione ai regimi medio-bassi ed in Europa è in vendita nell'unica cilindrata di 600 cm³.
Tra le caratteristiche che colpiscono l'occhio vi è il quadro strumenti, fornito di grande contagiri in posizione centrale in formato analogico, mentre il tachimetro e il contachilometri sono in formato digitale. Altrettanto di particolare impatto visivo l'alloggiamento degli indicatori di direzione nel serbatoio e l'insieme totale della linea, molto spigolosa.
La configurazione ciclistica è invece abbastanza classica con forcella telescopica all'anteriore e monoammortizzatore al posteriore, mentre il telaio e il forcellone sono in alluminio.
Altrettanto classico per le due ruote di questo tipo è l'impianto frenante, composto da un doppio freno a disco sull'anteriore, accompagnato da un disco singolo sulla ruota posteriore.
Il motore è ad iniezione, raffreddato a liquido con una potenza dichiarata di 98 cv.
Nella versione in vendita dal 2008 è stato reso disponibile anche l'ABS oltre che un cupolino di serie per offrire maggiore protezione aerodinamica e di nuovi specchietti retrovisori.
Nelle prove su strada effettuate dalle riviste di settore è risultata una motocicletta dalle buone prestazioni sui percorsi misti e priva di particolari difetti, con l'unica limitazione, dovuta alla conformazione stessa delle moto naked, di scarso riparo aerodinamico alle alte velocità.